# Eusèbe Bombal
Pour les articles homonymes, voir Bombal.
Eusèbe Bombal, né le 5 mars 1827 à Argentat en Corrèze où il est mort le 1er novembre 1915, est un enseignant français puis fonctionnaire municipal, archéologue, historien, conteur et dramaturge de langue d'oc.

## Une vie d'enseignant, de fonctionnaire municipal

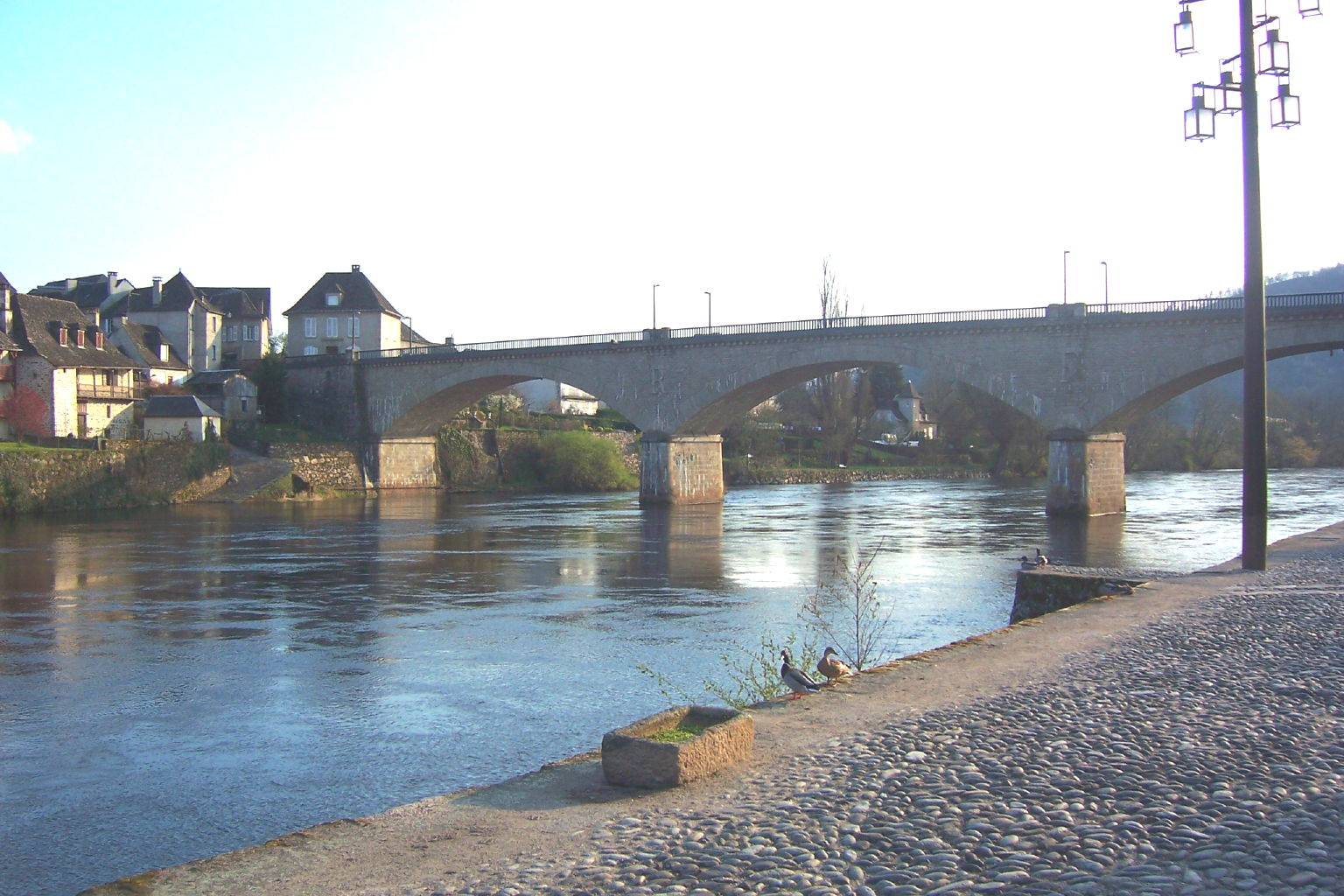
Vue de la Dordogne, à Argentat, qui a été chantée, comme l'ont été les matelots naviguant sur cette rivière, les gabariers, par Eusèbe Bombal.

Eusèbe Bombal est né le 5 mars 1827 à Argentat, en Corrèze, dans une famille modeste (son père était réparateur de parapluies). Sa mère avait une santé fragile, et il a été confié à sa tante alors qu’il était tout jeune ; cette tante l’a initié à la culture limousine.
Il a commencé ses études à Argentat, mais sa mère est décédée en 1840, et il a été placé à Paris comme apprenti dans la fabrication de parapluies ; il est ensuite entré à l'école normale de Tulle en 1844, et il en est sorti avec son brevet d'enseignement ; il a exercé pendant une vingtaine d'années comme instituteur à Lafage-sur-Sombre ; il s’est marié, et il a été par la suite secrétaire de mairie d'Argentat, en 1866.
En parallèle avec son activité professionnelle Eusèbe Bombal a mené, de manière très active, des activités diverses dans le domaine de la culture : archéologie, histoire, contes et récits, théâtre.
Dans le domaine de l’histoire, il a étudié le passé de sa région, et il a publié, par exemple, une « Histoire de la ville d'Argentat et de son hospice » (1879) ; dans le domaine de l’archéologie, il a effectué des fouilles, à partir de 1897, sur le site d’une villa gallo-romaine, au lieu-dit Le Puy du Tour, près d'Argentat, et il a publié, à plusieurs reprises, les résultats de ses recherches, avec une dernière publication en 1912, en collaboration avec Amédée Muzac : « Compte rendu des nouvelles fouilles opérées au Puy-du-Tour, commune de Monceaux, en 1911 ».
Eusèbe Bombal est mort 1er novembre 1915 Argentat, en Corrèze.

## Une œuvre d'archéologue, d'historien, de conteur, de dramaturge
Eusèbe Bombal a produit une œuvre composée en français comme en langue limousine ; c'est en 1860 qu'il a fait paraître son premier poème en langue limousine ; il a été actif dans le mouvement du Félibrige, a été nommé maître en gai savoir en 1895, et est devenu en 1910 majoral de l’école limousine félibréenne.
Il a également été un érudit, dans le domaine de l’histoire, ou de l’archéologie, et il a été le fondateur, en 1878, de la Société des lettres, sciences et arts de la Corrèze.
Son œuvre la plus connue est son ouvrage sur la Haute Dordogne et ses gabariers (1903), qui est un ouvrage de référence pour qui veut connaître la rivière à cette époque ; Eusèbe Bombal a également composé, en 1889, les paroles et la musique de la chanson des gabariers « Lous gabariers de la Dordounha ».
Eusèbe Bombal s’est également illustré comme dramaturge, en composant, en français comme en langue limousine, des drames, parmi lesquels on peut citer : « Bernard Palissy. Drame en 3 actes », écrit en collaboration avec un autre écrivain d’Argentat, Auguste Lestourgie, ou bien « Lou Drac, pessa fantastica en tres ates ».
Voici comment Joseph Nouaillac a mis en valeur l'œuvre d'Eusèbe Bombal :
« A Argentat, en Argentat, comme on s'est plu à dire en appelant cette petite ville, qui avait un cénacle littéraire, « La Mecque du Félibrige », un ancien instituteur, Eusèbe Bombal, ami de Lestourgie, prenait sa chabreta dès 1860, mais il produisit surtout, dans sa verte vieillesse, ayant accepté après 1892 de se mettre à l'école de J. Roux. Il a donné des contes populaires, comme le « Conte de Champalimau », des récits humoristiques ou touchants, des chansons comme celle des « Gabariers de la Dordogne », des idylles et des pastorales en vers. Il est le créateur du théâtre populaire limousin qui lui doit une pièce fantastique, « Lou Drac », deux mystères et une demi-douzaine de comédies franchement gaies, fourmillant d'observations et de traits de mœurs saisis sur le vif. Toute cette œuvre si variée est savoureuse, vive et charmante. »

## Extrait d’une œuvre d’Eusèbe Bombal
Extrait de l’œuvre d’Eusèbe Bombal, Notes et documents pour servir à l'histoire de la maison de Saint-Chamans, Tulle, Impr. de Crauffon, 1891 lire en ligne sur Gallica
Maison de Saint-Chamans
« Ce qu'on va lire est la première partie de mémoires dont la suite sera peut-être publiée. L'auteur ne les a pas écrits en vue de la publicité, mais uniquement pour ses enfants. En résumant les traditions et les souvenirs de sa race, il n'a pas cherché à leur inspirer une sotte vanité. Il a voulu leur montrer la voie qu'ils avaient à suivre pour figurer dignement clans la longue suite de leurs aïeux. Cette tâche avait en même temps un but d'utilité prochaine, celui de réunir les preuves de noblesse qui devaient faciliter leur entrée soit à la Cour, soit dans l'ordre de Malte où, déjà, plusieurs Saint-Chamans s'étaient illustrés ; et il leur apprend qu'elle a coûté « bien du temps, du travail et de l'argent. »
La seconde partie est le récit de la vie de l'auteur. Il écrivait les dernières pages au temps de l'Assemblée nationale, 1790. Il prévoit la catastrophe qui va suivre. Les encyclopédistes ont tenté de l'enrôler en le flattant ; mais il s'est garé de leurs pièges. Il a vécu dans les camps et à la Cour. Il raconte des particularités qui intéressent l'histoire. »

## Œuvres

### Œuvre dans le domaine du conte
- Le Conte limousin de Champalimau, recueilli et traduit par J.-Eusèbe Bombal, Tulle, Impr. de Crauffon, 1893

### Œuvres en dehors du domaine du conte
- Auguste Lestourgie et Eusèbe Bombal, Bernard Palissy. Drame en 3 actes, sans date
- Histoire de la ville d'Argentat et de son hospice, 1879
- Notes sur Saint-Martial et Malesse deux cardinaux limousins, Tulle, Impr. de Crauffon, 1881
- Notes et documents pour servir à l'histoire de la maison de Saint-Chamans, Paris, E. Lechevalier, 1885
- Recherches sur la villa gallo-romaine de Longour, Tulle, Impr. de Crauffon, 1897
- Hippolyte de Saint-Chamans et Eusèbe Bombal, Mémoires du Mis de Saint-Chamans (Antoine-Marie-Hippolyte), 1730-1793, Tulle, Impr. de Crauffon, 1899
- Lou Drac, pessa fantastica en tres ates, meilada de chantz popularis et autres, Brive, Impr. de Roche, 1900
- La Haute Dordogne et ses gabariers, Tulle, Impr. de Crauffon, 1903
- Rapport sur les fouilles opérées au Puy du-Tour, commune de Monceaux (Corrèze), en juillet et août 1906, dressé par Eusèbe Bombal, Tulle, Impr. de Crauffon, 1907
- Notice sur Pierre Relier, curé d'Argentat (1763-1846), Tulle, Impr. de Crauffon, 1908
- Second rapport sur les fouilles opérées au Puy-du-Tour, commune de Monceaux (Corrèze), campagne 1907, Tulle, Impr. de Crauffon, 1908
- Anciens chemins et voies romaines d'Argentat et de ses environs, Tulle, Impr. de Crauffon, 1910
- Découverte d'un puits funéraire et d'un souterrain-refuge au village de Bros, commune de Monceaux, canton d'Argentat (Corrèze), Le Mans, Impr. de Monnoyer, 1911
- Amédée Muzac et Eusèbe Bombal, Compte rendu des nouvelles fouilles opérées au Puy-du-Tour, commune de Monceaux, en 1911, par E. Bombal et Amédée Muzac, Tulle, Impr. du Corrézien républicain, 1912
- La Forteresse de Merle (Corrèze). Historique et guide, Tulle, Impr. de Juglard, 1912
- Lou Pountounier, enregistrement sonore, Ferdinand Brunot, collecteur, Marguerite Priolo, 23 ans, reine du Félibrige, voix, Archives de la parole. Enquête phonographique en Limousin. Brive, Corrèze, 1913, Paris, Université de Paris, Archives de la parole, 1913 (Eusèbe Bombal est l'auteur de Lou Pountounier. - Le dialecte limousin employé ne vient pas du milieu rural mais de la culture félibréenne)
- La Châtellenie de Merle, 1914
- Marguerite Genès et Eusèbe Bombal, Lous Francimands (Les Francimands), comédie en deux actes, Brive, Impr. catholique, 1924

## Sources
- Joseph Nouaillac, Histoire du Limousin et de la Marche limousine, Limoges, Charles-Lavauzelle, 1949.
- Robert Joudoux, Eusèbe Bombal, sa vie, son œuvre, Tulle, Lemouzi, no 159bis, 2001.
- Frédéric Pesteil, Eusèbe Bombal, un précurseur argentacois, Tulle, Mille Sources, 2015.